# Skuld (princesa)
Skuld era uma princesa Escandinava  de uma lenda que se casou com Heoroweard e encorajou-o a matar Hroðulf (Hrólfr Kraki).  Skuld é derivado do  verbo Norueguês Antigo  skulla, "precisa/deve ser/deve ser"; seu significado é "o que deve se tornar, ou o que deve ocorrer".

## References
1. ↑  http://runeberg.org/nfbf/0272.html
2. ↑  «Etymonline.com». Etymonline.com. Consultado em 30 de dezembro de 2012
3. ↑  «Swedish Etymological dictionary». Runeberg.org. Consultado em 30 de dezembro de 2012